# Свист з Волл-стріт (фільм, 1925)
Свист з Волл-стріт(англ. The Wall Street Whiz) — американський бойовик Джека Нельсона 1925 року.

## У ролях
- Річард Талмідж — Річард Батлер
- Марселін Дей — Пеггі МакКвей
- Лілліен Ленгдон — місіс МакКвей
- Карл Міллер — Клейтон
- Біллі Беннетт — тітонька Джонс
- Ден Мейсон — містер МакКвей